# Voluntariado

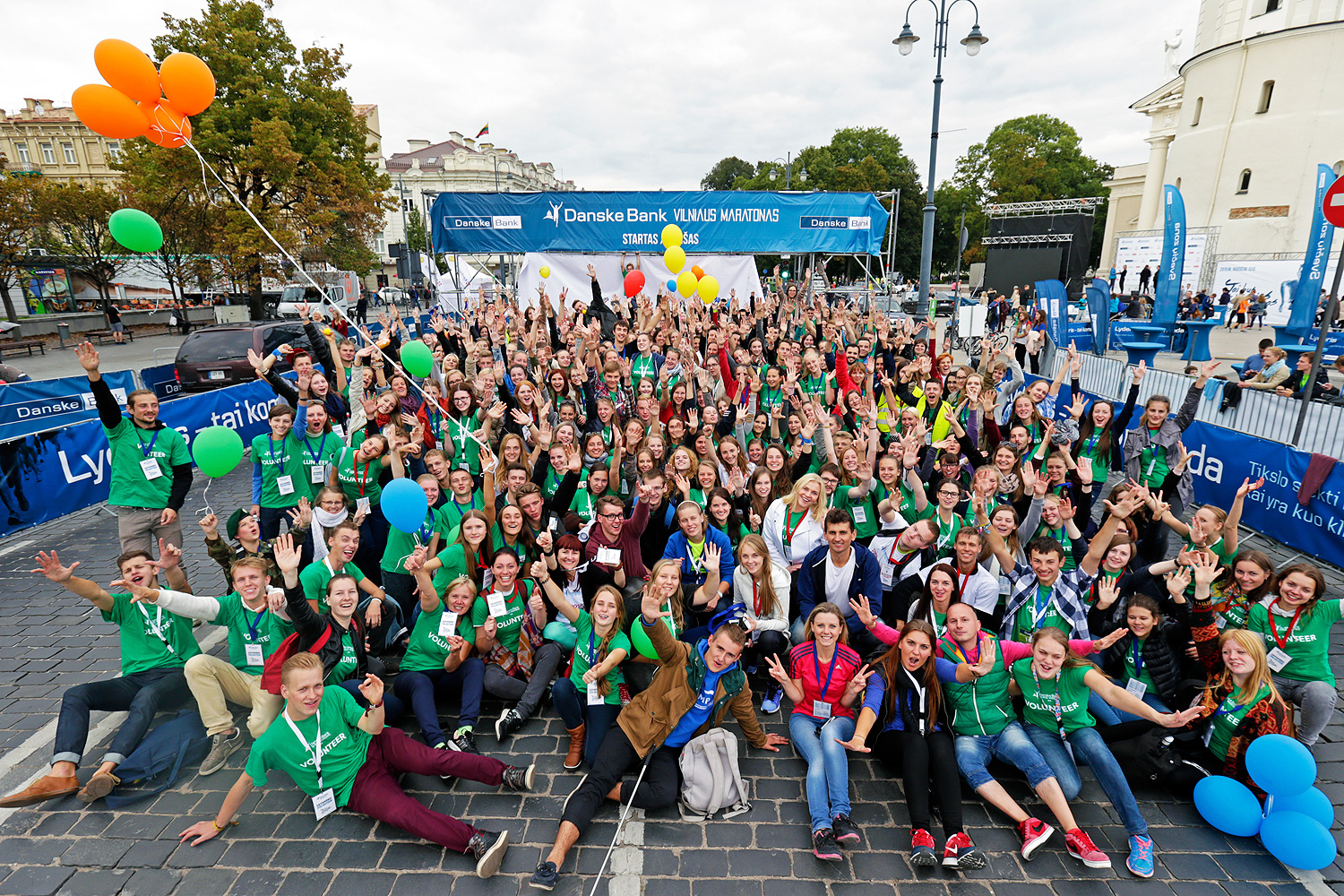

El voluntariado es el trabajo de las personas que sirven a una comunidad o al medio ambiente por decisión propia y libre. El término también hace referencia al conjunto de dichas personas: los voluntarios. Por definición, los voluntarios no cobran por su trabajo, ni reciben honores o gratificaciones de clase alguna, ni para sí mismos, ni para terceros.
En la Plataforma del Voluntariado de España  se ha consensuado la siguiente definición de voluntariado con sus diferentes entidades y plataformas:

La Acción Voluntaria organizada es aquella que se desarrolla dentro de una organización sin ánimo de lucro por personas físicas que, de manera altruista y solidaria, intervienen con las personas y la realidad social, frente a situaciones de vulneración, privación o falta de derechos u oportunidades para alcanzar una mejor calidad de vida, y una mayor cohesión y justicia social como expresión de ciudadanía activa organizada.

Hay diferentes motivaciones que mueven a estas personas a dedicar parte de su tiempo y de su creatividad y de su saber al trabajo no remunerado. También hay distintas maneras de ser voluntario: una clasificación básica distingue al voluntariado formal (el realizado dentro de organizaciones no lucrativas) del informal (los voluntarios actúan individualmente o en grupos no registrados). Otra clasificación elemental distinguiría el voluntariado en el que los beneficiarios son personas, de aquel en el que el trabajo mejora el medio ambiente (en general o parte de él: animales, plantas, etc.), o bien el trabajo orientado hacia las organizaciones no lucrativas públicas o privadas de acción social.
El trabajo voluntario debería cumplir tres condiciones principales:
- Ser desinteresado: el voluntario no persigue ningún tipo de beneficio ni gratificación por la orientación o ayuda que se brinda.
- Ser intencionado: el voluntario persigue un fin y un objetivo positivo (buscar un cambio a mejor en la situación del otro o de los otros) y legítimo (el voluntario goza de capacidad suficiente para realizar la ayuda y de cierto consentimiento por parte de la contraparte, que permite brindar la ayuda).
- Estar justificado: responde a una necesidad real del beneficiario de la misma. No es un pasatiempo ni un entretenimiento sin más, sino que persigue la satisfacción de una necesidad previamente definida como tal.

El voluntariado complementa la labor de la administración pública y de los profesionales de la acción social.

## Motivaciones del voluntariado
- Altruismo: los voluntarios pretenden el beneficio de otros sin recibir ninguna gratificación económica por ello.
- Solidaridad (sociología): se trabaja no solo para otros sino con otros, sintiendo sus problemas como propios, igual que las acciones para solucionarlos y los beneficios obtenidos así.
- Calidad de vida: ayudar a otros hace sentirse bien a los voluntarios. Siempre después de realizar la primera acción social se suele repetir ya que los resultados intrínsecos obtenidos motivan bastante.
- Devolución de favores recibidos: personas que se beneficiaron del trabajo voluntario de otras devuelven lo recibido a la sociedad.
- Religión (Convicciones religiosas): la fe mueve a los voluntarios creyentes.
- Aumentar posibilidades de trabajo: muchos empresarios valoran el trabajo voluntario (por la iniciativa, responsabilidad, etc. de los que lo realizan). El voluntariado es especialmente útil para encontrar trabajo en el campo social.
- Aumentar las relaciones sociales: A través del voluntariado se suele conocer a mucha gente. Además los voluntarios que se dedican a un mismo fin suelen tener intereses comunes.

Para que una persona continúe siendo voluntaria tiene que sentirse bien al hacer el trabajo de voluntario, y es necesario que exista una retroalimentación. Si un voluntario no se siente agraciado o compensado (sin referirse a términos materiales) por hacer ese trabajo dejará de hacerlo.
El voluntario puede llegar a encontrar una forma de sentirse feliz por simplemente hacer algo por los demás.

## Voluntariado como principio humanitario
El voluntariado puede entenderse de un sentido amplio trascendiendo los límites del empleo remunerado y de las responsabilidades normales, convencidos de que la actividad a realizar es útil para la humanidad y uno mismo. Es en estos términos donde se puede profundizar el significado del espíritu humanitario y compasivo de las personas.

### Terminología
La palabra voluntario, aplicada a una persona, no significa necesariamente que trabaje sin remuneración, sino que trabaja por propia voluntad, sin imposición exterior. En un ejército, se llama voluntarios a los hombres que se alistan por propia voluntad, sin estar obligados por la ley, o que se ofrecen para cumplir una misión peligrosa o difícil."

### Espíritu de servicio
Servir quiere decir dar, sacrificar una parte de sí mismo, de lo que se posee, en favor de otros, escribió Jean-G. Lossier. Según él, es necesario, en primer lugar, conocerse, encontrarse a sí mismo, único medio de conocer y de encontrar a los demás. Es muy cierto que cuanto más grande sea nuestra riqueza interior, más frutos producirá nuestro trabajo. Si no hay luz en nosotros, ¿cómo iluminaremos el camino?

## Derechos del voluntariado
- Recibir, tanto con carácter inicial como permanente, la información, formación, orientación, apoyo, y en su caso, medios materiales necesarios para el ejercicio de las funciones que se les asigne.

- Ser tratados sin discriminación, respetando su libertad, dignidad, intimidad y creencias.
- Participación activamente en la organización en que se inserten, colaborando en la elaboración, diseño, ejecución y evaluación de los programas, de acuerdo con sus estatutos o normas de aplicación.
- Ser asegurados contra los riesgos de accidente y enfermedad derivados directamente del ejercicio de la actividad voluntaria, con las características y por los capitales asegurados que se establezcan reglamentariamente.
- Ser reembolsados por los gastos realizados en el desempeño de sus actividades.
- Disponer de una acreditación identificativa de su condición de voluntario.
- Realizar su actividad en las debidas condiciones de seguridad e higiene en función de la naturaleza y características de aquella.
- Obtener el respeto y reconocimiento por el valor social de su contribución.

## Tipos de voluntariado
El voluntario o voluntaria se desenvuelve bajo el contexto del campo cultural con el que mejor se identifique; sus aportes voluntarias ayudan a mejorar las condiciones de vida de las comunidades .
Por grandes áreas de acción
- Acción social: es aquel en el que se colabora en un proyecto en el país donde se reside y en campos como la discapacidad, la migración, la exclusión, etc.
- Voluntariado ambiental: es aquel relacionado con proyectos en defensa y protección del medio ambiente y animales.
- Voluntariado en emergencias: es aquel relacionado con crisis y desastres puntuales, como pueden ser catástrofes naturales que asuelan poblaciones o vertidos como el del Prestige.
- Voluntariado en cooperación: es aquel relacionado con proyectos que se desarrollan en una comunidad perteneciente a un país distinto al que se reside.
- Voluntariado cultural: es aquel en el que se colabora en la organización de actividades en salas de arte, museos, bibliotecas y otros espacios o entidades relacionados con la cultura.[5] Dentro de este, es interesante el caso del voluntariado lingüístico en el que se promociona la colaboración en la enseñanza y promoción de uso de una lengua.

Tipos de voluntariado en cooperación
- En sede: se refiere a la colaboración desde el país donde se reside en una organización con proyectos fuera de ese país, realizando actividades de sensibilización, captación de fondos, apoyo en la gestión, etc.
- Voluntariado internacional: en el que se colabora directamente en un proyecto que se realiza en un país distinto a aquel en el que se reside habitualmente. Hay organizaciones que prefieren denominar a este tipo de colaboración "turismo solidario" o "viaje solidario".

Según la forma de entender la finalidad del voluntariado
- Voluntariado asistencialista: alivia las consecuencias de una exclusión, sin buscar formas de cambiar esa situación.
- Voluntariado desarrollista: busca un cambio en la exclusión, dotando a las personas que la sufren de herramientas para superarla.
- Voluntariado activista: busca un cambio en la exclusión, denunciando las condiciones que la producen y exigiendo que éstas desaparezcan.
- Voluntariado como mano de obra barata: muchas organizaciones lo utilizan para reducir costes de proyectos.

Según la involucración en una organización
- Voluntariado formal: el voluntariado se realiza dentro del marco de una entidad constituida
- Voluntariado informal: el voluntariado se realiza sin asociación o fundación que lo ampare, es decir, no se participa a través de una organización legalmente constituida.

Según el nivel ocupado por el voluntariado en la organización
- Voluntariado de base: incluye a las personas voluntarias implicadas directamente en la ejecución de una actividad.
- Voluntariado como responsable: incluye a las personas que coordinan a un grupo de voluntariado o se responsabilizan de un proyecto.
- Voluntariado de cargo: implica a las personas que toman decisiones en una organización a través de un cargo en un órgano de gobierno.

Según el nivel de presencia o ausencia de la persona voluntaria en sede
- Voluntariado presencial: el voluntariado se realiza en un centro o en un espacio físico de la entidad, en contacto directo con otras personas de la entidad y/o con las personas que se atienden.
- Voluntariado virtual: el voluntariado se realiza telemáticamente, a través de canales como internet,[6] un teléfono, etc.
- Voluntariado en línea: el voluntariado se realiza telemáticamente exclusivamente a través de Internet[7]
- Voluntariado semipresencial: parte del voluntariado es virtual y parte presencial.

Según el tiempo dedicado al proyecto
- Voluntariado puntual o microvoluntariado: se requiere una participación reducida a unas horas o días. Hay organizaciones que prefieren referirse a este voluntariado como una forma de participación, pero no como voluntariado ya que -para ellas- el voluntariado implica un compromiso habitual.
- Voluntariado en vacaciones: la persona se involucra durante el tiempo de sus vacaciones, aunque muchas organizaciones ofrecen y/o exigen recibir una formación anterior y participar en un período de reflexión y activismo posterior.
- Voluntariado continuado: se requiere un compromiso habitual de la persona voluntaria, probablemente de un año como mínimo.

Tipos de voluntariado de perfiles menos habituales
- Voluntariado de menores: se involucra a menores de 18 años en una actividad voluntaria. Según la mayoría de las legislaciones sobre voluntariado que existen, solo las personas mayores de 18 años son voluntarias, así que este tipo de voluntariado implica el diseño de unas actividades concretas adaptadas a este perfil. La ley estatal de voluntariado no establece ningún mínimo de edad para realizar voluntariado.
- Voluntariado en familia: pensado para dar una posibilidad de colaboración a personas con cargas familiares, mejorar lazos y -a la vez- para comenzar a sensibilizar a menores.
- Voluntariado de mayores: promueve un envejecimiento activo y que los conocimientos y experiencias de mayores no se pierdan.
- Voluntariado experto: promueve la involucración en proyectos de gente con menos tiempo pero con grandes niveles de conocimientos en una temática para que asesore en un proyecto. Es habitual que el voluntariado resultante sea intelectual y virtual.
- Voluntariado corporativo:[8] en él, una empresa promueve la implicación de personas de su plantilla en un proyecto, muchas veces en un voluntariado puntual como un Día del voluntariado.[9] Muchas organizaciones critican este tipo de voluntariado porque lo consideran una forma de lavar la imagen de la empresa. Por otro lado, muchas ONL lo utilizan como forma de captar fondos. El voluntariado corporativo permite la gestión y participación de profesionales expertos de las propias empresas, por lo que añade profesionalidad al desarrollo de los proyectos.
- Voluntariado “embajador”: promueve el compromiso de una persona célebre o famosa en un proyecto para aprovechar su imagen como instrumento de difusión de la iniciativa.

Según la relación con la exclusión
- Ninguna relación: la persona voluntaria colabora sin tener ninguna relación anterior directa con la persona o el colectivo excluido.
- Familiar: la persona voluntaria se involucra porque una amistad o una persona de su familia sufre una situación de exclusión.
- Protagonista: la misma persona excluida es a la vez beneficiaria y voluntaria del proyecto.
- Ex protagonista: la persona empezó siendo beneficiaria y acabó convirtiéndose en voluntaria. Es un caso habitual en el movimiento scout en el que muchos niños y niñas (exploradores) acaban convirtiéndose en monitores y monitoras (scouters) para grupos nuevos.

Según la actividad realizada
- Voluntariado pedagógico: la persona voluntaria se implica en un proyecto de enseñanza.
- Cibervoluntariado: la persona voluntaria participa en un proyecto de enseñanza del uso de la tecnología.
- Voluntariado en ocio y tiempo libre: se participa en actividades lúdicas con el colectivo excluido.
- Voluntariado en sensibilización: se participa en actividades de concienciación a la población sobre la situación de un colectivo o sobre una causa.
- Tareas de apoyo en gestión: la persona voluntaria puede apoyar en tareas administrativas, de comunicación, informáticas, en la formulación de proyectos, en la búsqueda de recursos, en la traducción de textos, en la interpretación…
- Voluntariado intelectual: la persona voluntaria asesora a una organización o una o varias personas de un colectivo excluido sobre cómo mejorar un proyecto.
- Voluntariado para la acogida temporal: una familia completa o una persona es voluntaria y acoge en su propia casa a una persona. Es un caso habitual la acogida temporal de infancia que necesita cuidados de salud difíciles de conseguir en su país de origen.
- Voluntariado en apoyo emocional: la persona voluntaria colabora apoyando a personas que sufren una situación personal muy difícil. Un ejemplo es el voluntariado en líneas de teléfono gratuitas para personas que sufren una depresión o en hospitales con personas con enfermedades de larga duración.
- Voluntariado en deporte por la inclusión: la persona voluntaria participa en un proyecto que utiliza el deporte para mejorar la situación de un colectivo excluido. Por ejemplo: fútbol para personas sin hogar o senderimos con personas con enfermedades mentales.
- Voluntariado como “delegado tutelar”: significa representar y apoyar a una persona incapacitada legalmente por una discapacidad intelectual.

## Voluntariado en los grandes eventos deportivos

### Juegos Olímpicos en Sochi
En el año 2014 en los participaron 25.000 voluntarios. Colaboraban con los organizadores en más de 20 aspectos operativos: recogían a los invitados, les ayudaban a orientarse, participaban en la organización de las ceremonias de apertura y clausura, preparaban las zonas de alimentación, etc.
En el proceso de selección de los voluntarios podía participar cualquier ciudadano de Rusia y de otros países. Al Comité Organizador de «Sochi-2014» llegaron cerca de 200.000 peticiones de actuar como voluntario, el concurso era de 8 personas por plaza.  
Los voluntarios se preparaban durante más de un año en los 26 centros de voluntariado en 17 ciudades de Rusia. La mayoría de ellos tenían de 17 a 22 años de edad.
Al mismo tiempo más de 3000 peticiones llegaron de los ciudadanos mayores de 55 años. Algunos de ellos habían participado como voluntarios en la Olimpíada-1980 en Moscú.
Esa fue la primera experiencia del programa de voluntariado de tanta envergadura en Rusia moderna.

### Copa de Confederaciones FIFA 2017 y el Campeonato Mundial de Fútbol FIFA 2018 en Rusia
Del 14 de junio al 15 de julio de 2018 Rusia, por primera vez en su historia, será país-anfitrión del Campeonato Mundial de Fútbol. Además, por primera vez este torneo tendrá lugar simultáneamente en Europa y en Asia. Los partidos del Campeonato se jugarán en 12 estadios de 11 ciudades de Rusia.
Miles de rusos y ciudadanos de otros países van a ser participantes del programa de voluntariado del Campeonato Mundial de Fútbol FIFA 2018 en Rusia.
El programa se divide en varias etapas: reclutamiento, selección e instrucción de los voluntarios, organización de su trabajo en el torneo. La contratación de los voluntarios para la Copa de Confederaciones y el Campeonato Mundial de Fútbol empezó en el sitio web FIFA.com el 1 de julio de 2016 y finalizó el 30 de diciembre de 2016.
Una parte de los voluntarios participó en la Copa de Confederaciones de la FIFA 2017: 1.733 personas ayudaban a los organizadores en San Petersburgo, 1.590 – en Moscú, 1.261 – en Sochi, 1,260 – en Kazán; en total eran 5.844 personas.
En el Campeonato Mundial de Fútbol tomarán parte 17.040 voluntarios del Comité Organizador «Rusia-2018».
La selección de los candidatos residentes en Rusia fue realizada por 15 centros de voluntariado en las ciudades-organizadoras del Campeonato Mundial sobre la base de los más importantes instituciones de educación superior de Rusia: universidades estatales de Moscú, San Petersburgo, Sarátov, Samara, Volgogrado, Kaliningrado, Mordovia, Rostov, Nizhni Nóvgorod, Ekaterimburgo, universidad «Sinérguiya», Instituto moscovita de relaciones internacionales, Instituto de automóviles y carreteras, Academia de cultura física, deporte y turismo, y otros centros de enseñanza.
Los candidatos de otros países fueron reclutados con ayuda de Internet.
Los candidatos deben ser mayores de 18 años, dominar el inglés, poseer titulación superior o secundaria profesional y experiencia de trabajar en equipo.
La instrucción de los voluntarios se hacía a distancia, en centros de voluntariado y en las instalaciones del Campeonato Mundial.
Los voluntarios prestarán ayuda en diferentes áreas de trabajo:
1. Entrega de acreditaciones;
2. Venta     y control de entradas;
3. Ayuda     a los técnicos de radiocomunicación;
4. Organización     de horas de ocio y entretenimiento de invitados al evento;
5. Organización     de puntos de alimentación;
6. Interpretación;
7. Trabajo con los patrocinadores;
8. Servicio     médico y auxilio en el control de dopaje;
9. Ayuda     al trabajo de los medios de comunicación;
10. Organización     de llegada y salida de los participantes e invitados;
11. Trabajo con los invitados vip;
12. Ayuda     a futbolistas y árbitros;
13. Alojamiento     de los participantes y huéspedes del torneo;
14. Acompañamiento de los huéspedes;
15. Ayuda     en la organización de retransmisiones por radio y TV;
16. Organización de transporte;
17. Dirección     de trabajo de los voluntarios;
18. Organización del trabajo del estadio;
19. Control     de cumplimiento de las exigencias sociales y ecológicas de la FIFA;
20. Organización     de las ceremonias de apertura y clausura del torneo.

Los voluntarios asumieron sus funciones de antemano: en la Copa de Confederaciones FIFA 2017 a partir del 10 de mayo de 2017, y en el Campeonato Mundial de Fútbol FIFA 2018 desde el 10 de mayo de 2018.

### Concurso Nacional de Proyectos Sociales «Legado del programa del voluntariado el Mundial-2018»
El 20 de octubre de 2017 empezó la aceptación de solicitudes para participar en el Concurso Nacional de Proyectos Sociales «Legado del programa del voluntariado para el Mundial-2018». En este concurso tomaron parte cerca de 1500 personas: candidatos a voluntarios del Campeonato y los futuros voluntarios locales.
Lo esencial del concurso era presentar su propio proyecto que podría atraer la atención de los habitantes de ciudades rusas al Campeonato Mundial de Fútbol en Rusia y dejaría su legado para después del torneo.
En fin de cuentas, el proyecto debería dejar un legado material (alguna suerte de objeto artístico, un lugar de atracción para los habitantes de la ciudad y los invitados, una cancha, un gráffiti, una zona habilitada en los parques de la ciudad, películas, etc.) e inmaterial (eventos, conferencias, festivales, exposiciones).
Se seleccionaron para la final 26 proyectos que recibieron apoyo del Comité Organizador «Rusia-2018» y de las ciudades organizadoras del Campeonato Mundial 2018. Formaron parte del jurado, en particular, el director general del Comité organizador «Rusia-2018», Alexei Sorokin, el embajador del Campeonato Mundial de Fútbol FIFA 2018 en Rusia, Alexei Smertin y la consejera del jefe de la Agencia Federal de Turismo, Svetlana Serguéyeva.
Algunos proyectos fueron reunidos o acabados por el Comité Organizador.
Entre los proyectos había tales, por ejemplo, como «Torneo de fútbol para mamás», «Construcción de rampas con el plástico reciclado», «Sticker pack «Tu Campeonato» y otros.

## Voluntariado en el caso de Wikipedia
En lo básico, Wikipedia se ha desarrollado y funciona, gracias al trabajo voluntario de miles de editores voluntarios, a lo largo y ancho de este mundo.